# Lilian Naumann
Lilian Naumann (* 20. Juli 1981 in München) ist eine deutsche Schauspielerin.

## Leben und Karriere
Lilian Naumann begann mit sechs Jahren eine zwölfjährige Tanzausbildung in Ballett, Jazztanz, Modern Dance und Stepptanz. Im Alter von elf Jahren gewann sie erstmals Wettbewerbe. So wurde sie 1992 baden-württembergische und Deutsche Junior-Meisterin im Stepptanz. Von 2000 bis 2003 absolvierte sie eine Schauspielausbildung am Schauspiel München und nahm zusätzlich Unterricht bei Christa Berndl, Annette Paulmann und Ulrich Heising. Als Theaterschauspielerin trat sie unter anderem in den Münchner Kammerspielen, den Luisenburg-Festspielen und den Tiroler Volksschauspielen in Telfs auf.
Sie ist die Ziehtochter der Schauspielerin Christa Berndl.
Ihr Filmdebüt gab sie 2002 in Nach unten, es folgten zahlreiche TV-Produktionen. So spielte sie die Agathe in dem historischen Alpendrama Apollonia und das Bäsle im Fernseh-Film Mozart – Ich hätte München Ehre gemacht unter der Regie von Bernd Fischerauer. Mit der ZDF-Serie Forsthaus Falkenau zwischen 2005 und 2009 in der Rolle der Köchin und späteren Jungbäuerin Laura Bergmeister wurde sie bekannter, es folgte die Sissi im TV-Film Die göttliche Sophie (Regie Hajo Gies). 2008 spielte sie die Vroni in Joseph Vilsmaiers erfolgreichem Kinofilm Die Geschichte vom Brandner Kaspar. In dem DDR-Drama Masserberg von Martin Enlen verkörperte sie 2010 die junge Freiheitskämpferin Victoria.
Seit 2007 ist sie vermehrt an Musiktheater-Produktionen beteiligt. So gastierte sie mit der Formation DamenWunder & Band, welche mit einer Jazz-Schlager-Revue im Stil der 1950er Jahre auftrat, an diversen Bühnen. 2009/2010 stand sie in der grotesken Operette Felizitas, die Zigeunerprinzessin in der Doppelrolle der Else/Rosalie und in dem modernen Singspiel Bordellballade des Komponisten Moritz Eggert (Libretto: Franzobel) als „Zuckergoscherl“ auf der Bühne des Kulturwald-Klassik-Festivals. 2012 sang und tanzte sie in der Rolle der Fee in der Pinocchio-Adaption von Martyn Jacques (The Tiger Lillies) und Jochen Schölch am Metropoltheater München.
Von Juni bis August 2014 spielte sie Schwester Helene in der ARD-Telenovela Sturm der Liebe.
Lilian Naumann lebte in den 2010er Jahren in München und Paris und ist mit dem Schauspieler Oliver Stokowski (* 1962) verheiratet.

## Filmografie (Auswahl)
- 2002: Nach unten
- 2002: Paul in Panik
- 2004: Der Komödienstadel: Herzsolo
- 2004: Zeit der Fische (Fernsehfilm)
- 2004: Apollonia
- 2005–2009: Forsthaus Falkenau (Fernsehserie, 25 Folgen)
- 2005: Sie ist meine Mutter
- 2005: Mozart – Ich hätte München Ehre gemacht (Fernsehfilm)
- 2005: Der Komödienstadel: Karten lügen nicht
- 2005: Der Komödienstadel: Hopfazupfa
- 2006: Der Komödienstadel: Die Maibaumwache
- 2006–2009: Forsthaus Falkenau (Fernsehserie, 25 Folgen)
- 2007: Oben ohne – Leiche im Haus (Fernsehserie)
- 2007: Tatort: A gmahde Wiesn (Krimiserie)
- 2007: Die Rosenheim-Cops – Tod im Kino (Fernsehserie)
- 2008: Die Geschichte vom Brandner Kaspar
- 2008: Liesl Karlstadt & Karl Valentin (Fernsehfilm)
- 2008: Der Alte – Folge 328: Ein Mörder in unserem Dorf (Krimiserie)
- 2008: Kommissar Süden und das Geheimnis der Königin (Fernsehfilm)
- 2008: Der Komödienstadel: Die Weiberwallfahrt
- 2008: Der Alte – Das Dunkel hinter deiner Tür (Krimiserie)
- 2009: SOKO 5113 – Schweinefraß (Fernsehserie)
- 2009: Dr. Hope – Eine Frau gibt nicht auf (Fernsehfilm)
- 2009: Die göttliche Sophie (Fernsehfilm)
- 2009: Der Alte – Ich muss dich opfern (Krimiserie)
- 2010: Masserberg (Fernsehfilm)
- 2011: Der Komödienstadel: Lauter Hornochsen
- 2011: Die Rosenheim-Cops – Tödliche Heimkehr (Fernsehserie)
- 2012: Die Garmisch-Cops – Das Harz in der Suppe (Fernsehserie)
- 2012: Der Alte – Blinder Hass (Krimiserie)
- 2012: Der Cop und der Snob – Das Flauchermädchen(Fernsehserie)
- 2013: München 7 – Frauenlos (Fernsehserie)
- 2014: Sturm der Liebe (Fernsehserie, 39 Folgen)
- 2014: #Confusion (Kurzfilm von Yury Revich)
- 2015: Weißblaue Geschichten (Fernsehserie, 1 Folge)
- 2015: Lena Lorenz – Zurück ins Leben (Fernsehserie)
- 2020: Annie – kopfüber ins Leben (Fernsehfilm)
- 2020: Watzmann ermittelt – Abschlag (Fernsehserie)
- 2022: Annie und der verliehene Mann, Annie und das geteilte Glück (Fernsehfilmreihe)